# Obština Novi Pazar
Obština Novi Pazar (bulharsky Община Нови пазар) je bulharská jednotka územní samosprávy v Šumenské oblasti. Leží ve východním Bulharsku na jižním úpatí vysočin Dolnodunajské nížiny. Sídlem obštiny je město Novi Pazar, kromě něj zahrnuje obština 15 vesnic. Žije zde zhruba 17 tisíc stálých obyvatel.

## Sídla
| - Bedžene - Enevo - Izbul - Mirovci - Novi Pazar (sídlo správy) - Pamukčii | - Pisarevo - Pravenci - Preselka - Sečište - Stan - Stojan Michajlovski | - Trănica - Vojvoda - Zajčino Oreše - Žilino |

## Sousední obštiny
| Růžice kompasu | Kaolinovo | Nikola Kozlevo     | Vălči Dol | Růžice kompasu |
| Růžice kompasu | Chitrino  | Sever              |           | Růžice kompasu |
| Růžice kompasu | Chitrino  | Obština Novi Pazar |           | Růžice kompasu |
| Růžice kompasu | Chitrino  | Jih                |           | Růžice kompasu |
| Růžice kompasu |           | Kaspičan           | Vetrino   | Růžice kompasu |

## Obyvatelstvo
V obštině žije 17 012 stálých obyvatel a včetně přechodně hlášených obyvatel 22 257. Podle sčítáni 1. února 2011 bylo národnostní složení následující:
- Bulhaři: 9 872 (62.9 %)
- Turci: 3 941 (25.1 %)
- Romové: 1 720 (11.0 %)
- ostatní: 171 (1.1 %)